# 金久烈
金久 烈（かねひさ れつ）は、韓国出身の俳優。劇団四季所属。韓国名は、キム グヨル。

## 人物
2004年9月オーディションに合格し劇団四季へ入団した。

## 主な出演作品
キャッツ（マキャヴィティ）
ライオン・キング（ムファサ）（男性アンサンブル13枠）
美女と野獣（ガストン）（男性アンサンブル6枠）
パリのアメリカ人（ミスターZ）
エクウス（ナジェット）